# Кабувердьяну
Кабувердійська мова (кабо-вердіану, кабо-вердіанський креол; самоназва - kriolu, kriol, cabuverdiánu) — креольська мова на португальській основі, рідна мова населення Кабо-Верде. Число мовців близько 934 тис. осіб.
Мова походить від португальської, але багато слів запозичено з мови мандінка та інших африканських мов.
59% лексичної подібності з мовою креолів Гвінейської затоки.
З моменту набуття державою незалежності в 1975 році населення віддало перевагу креольській мові, а не португальській. З 1975 року – національна мова.

### Синтаксис

#### Структура пропозиції
В основному використовується конструкція SVO, приклад:  Êl tâ cumê pêxi. – Він їсть рибу.
Одна з особливостей кабувердьяну – використання подвійних і навіть потрійних заперечень.

## Відомості про діалекти
У кабувердьяну виділяють два діалекти – барлавенту (острова Санту-Антан, Сан-Вісенті, Сан-Ніколау, Сал, Боавішта) та сотавенту (острови Сантьягу, Маю, Фогу, та Брава).